# 村上文香
村上文香（日语：／ Murakami Ayaka */?，1993年6月2日—）是日本女性新聞播音員，為女性偶像團體NMB48及蕾前成員，兵庫縣西宮市出身。2011年以NMB48二期生身分出道，2015年3月22日自NMB48畢業，現為自由播音員。

## 來歷
2010年
- 4月29日，in→dependent theatre 2nd首次登場。
- 9月，參加NMB48面試三次審査通過。三次審査通過之後，辭退了つぼみ的團員身分，不過後來在最終審査的時候落選了。

2011年
- 6月，NMB48第二期生面試最終審査合格。
- 2011年8月13日、舉行『NMB48 2期生「PARTY开始了」』的初日公演，為選抜成員16名之1人在劇場公演出道。
- 2011年10月19日發售的2nd單曲「Oh My God!」是初次選抜。

2012年
- 1月26日 - NMB48研究生29人中的16人之一成為Team M的成員。

2015年
- 3月、自NMB48畢業。

2016年
- 3月、進入NHK大津放送局擔任播報員，4月開始主持「おうみ発630」內的「しが!!応援宣言」環節[6]。

## 人物
- 為中世紀時叱剎瀨戶內海的村上水軍的後代，並在2010年5月21日所播出的『ニコニコ開花宣言』之中的一個猜測自己前世和後世的單元之中、提出了前世是水軍、而來世為正統派偶像的預想。
- 家族中有個妹妹[7]。

### NMB48相關
- 自我介紹是「“あ”と言えば〜? （や〜）“や”と言えば〜? （か〜）“か”と言えば〜?（あやか〜!） 今日もみんなの笑顔にあやかりたい! 2期研究生のあやちゃんこと村上文香です」
- NMB48加入当初使用的自我介紹是「北海道から沖縄まで、み～んなに愛されたい甘えん坊なシャイガール」[8]
- 暱稱是「あやちゃん」。
- NMB48的開頭成員甄選有被接受。據木下百花說，最終審査的自我介紹是「是撒嬌的孩子害羞女孩」和ぶりっ子全開太「強烈」[9]。
- 被二期生在問卷選為「學習王」第一位。本人亦陳述「学校ではできない方です」[10]，2012年4月進入大学，是NMB成員首個大学生[11]。
- 在Google+中，AKB48團體的部活動是美術部所屬[12]。

## NMB48参加曲

### 單曲CD選抜曲
NMB48名義
- Oh My God!
  - 結晶 - 白組名義
  - 我在等待
- 「純情U-19」收錄
  - 向右轉! - 紅組名義
- 海岸邊最可愛的女孩！
  - 最後的淨化 - 白組名義
- 「Virginity」收錄
  - 沙灘上的手槍 - 難波鉄砲隊其之壱名義
- 「北川謙二」收錄
  - 睡著之前沒有羊出現

AKB48名義
- 「格子花紋」收錄
  - 那一天的風鈴 - Waiting Girls名義

### 劇場公演小組曲
NMB48 2期生「PARTY开始了」公演
- 裙襬飄飄
- 和你在一起的平安夜

NMB48 TeamM 1st Stage「偶像的黎明」公演
- 口對口的巧克力

## 出演

### 電視
- docking48（2011年10月4日 - 2012年1月10日･2012年4月24日 - 7月31日･9月25日、關西電視台）
- 難波撫子（2011年10月12日 - 11月9日、日本電視台）
- Aruaru YY電視（2012年7月24日、TVQ九州放送）

### 網際網路動畫
過去的出演
- つぼみ的niconico開花宣言（niconico動畫）

### 舞台
- つぼみのお披露目会!（2010年4月29日、日本橋インディペンデントシアター2nd）
- つぼみの開花宣言!!vol.4 〜新しいつぼみです。みんなの顔と名前を覚えてくださいね。〜（2010年6月20日、ヨシモト∞ホール大阪）
- 桜・稲垣早希とつぼみのニコニコ感謝祭!!（2010年7月3日、ヨシモト∞ホール大阪）
- つぼみの開花宣言!!vol.5 〜京橋花月で夏祭り!みんなで来てくださいね。〜（2010年8月21日、京橋花月）
- 吉本興業創業100周年記念公演 吉本百年物語5月公演「キミとボクから始まった」（2012年5月28日、難波豪華花月）

## 外部連結
- NHK大津放送局官方簡介（日語）
- NMB48個人介紹頁（日語）
- NMB48官方Blog（村上文香）（日語）
- 村上文香的X（前Twitter）（日語）
- 村上文香的Instagram帳戶（日語）